# Рудой, Анатолий Михайлович
Анато́лий Миха́йлович Рудо́й (укр. Анатолій Михайлович Рудий; 17 ноября 1912, с. Борисовка, Грайворонский уезд, Курская губерния, Российская империя — 14 ноября 1943, Черниговская область) — Герой Советского Союза, гвардии старший лейтенант, командир 4-го эскадрона 58-го гвардейского кавалерийского полка 16-й гвардейской Черниговской кавалерийской дивизии, сформированной в декабре 1941 года в городе Уфе как 112-я Башкирская кавалерийская дивизия, 7-го гвардейского кавалерийского корпуса 61-й армии Центрального фронта.

## Биография
Родился 17 ноября 1912 года в селе Борисовка (ныне посёлок городского типа, районный центр в Белгородской области) в семье рабочего. Украинец. Окончил профтехшколу, работал слесарем в совхозе.
В войсках НКВД СССР на срочной военной службе с 1934 года. В 1938 году окончил Харьковское военное пограничное кавалерийское училище НКВД СССР. В 1938—1942 годах служил курсовым офицером в этом же училище. На фронте в Великую Отечественную войну с 1942 года. 4-й эскадрон 58-го гвардейского кавалерийского полка под командованием комсомольца гвардии старшего лейтенанта Анатолия Рудого в ночь на 28 сентября 1943 года на подручных средствах форсировал реку Днепр у деревни Нивки Брагинского района Гомельской области Белоруссии. Сломив сопротивление противника, бойцы эскадрона заняли позиции на его правом берегу, обеспечивая преодоление водной преграды 58-м гвардейским кавалерийским полком. До переправы других подразделений полка передовой 4-й эскадрон А. М. Рудого отразил две атаки противника и свой рубеж удержал до подхода подкрепления.
Указом Президиума Верховного Совета СССР «О присвоении звания Героя Советского Союза генералам, офицерскому, сержантскому и рядовому составу Красной Армии» от 15 января 1944 года за «образцовое выполнение боевых заданий командования на фронте борьбы с немецкими захватчиками и проявленными при этом отвагу и геройство» гвардии старшему лейтенанту Рудому Анатолию Михайловичу присвоено звание Героя Советского Союза.
Погиб в бою 14 ноября 1943 года. Похоронен в городе Чернигов в братской могиле в парке на Валу.

## Награды
Награждён орденами Ленина, Отечественной войны 1-й степени, Красной Звезды.

## Память
Имя Героя носит одна из улиц города Чернигова.
Имя А. М. Рудого носит улица в поселке Борисовка Борисовского района Белгородской области. 
Также, его именем названа Борисовская средняя общеобразовательная школа №1"
Имя А. М. Рудого высечено золотыми буквами на мемориальных досках вместе с именами всех 78-и Героев Советского Союза 112-й Башкирской кавалерийской дивизии, установленных в Национальном музее Республики Башкортостан и в Музее 112-й Башкирской кавалерийской дивизии.